# Borja Granero
Borja Granero Niñerola (Valencia, 30 giugno 1990) è un calciatore spagnolo, difensore dell'Alcoyano.

## Carriera
Prodotto delle giovanili del Valencia, ha trascorso la maggior parte della sua carriera tra la seconda e la quarta divisione spagnola. In Segunda División ha vestito le maglie di Recreativo Huelva, Racing Santander ed Extremadura UD, per un totale di 123 presenze e 5 reti.

## Statistiche

### Presenze e reti nei club
Statistiche aggiornate al 17 marzo 2022.
| Stagione                   | Squadra                    | Campionato                 | Campionato | Campionato | Coppe nazionali | Coppe nazionali | Coppe nazionali | Coppe continentali | Coppe continentali | Coppe continentali | Altre coppe | Altre coppe | Altre coppe | Totale | Totale |
| Stagione                   | Squadra                    | Comp                       | Pres       | Reti       | Comp            | Pres            | Reti            | Comp               | Pres               | Reti               | Comp        | Pres        | Reti        | Pres   | Reti   |
| -------------------------- | -------------------------- | -------------------------- | ---------- | ---------- | --------------- | --------------- | --------------- | ------------------ | ------------------ | ------------------ | ----------- | ----------- | ----------- | ------ | ------ |
| 2009-2010                  | Villajoyosa                | SDB                        | 23         | 3          | CR              | 0               | 0               |                    | -                  | -                  |             | -           | -           | 23     | 3      |
| 2010-gen. 2011             | Valencia Mestalla          | TD                         | 9          | 1          |                 | -               | -               |                    | -                  | -                  |             | -           | -           | 9      | 1      |
| gen.-giu. 2011             | Recreativo Huelva          | SD                         | 2          | 0          | CR              | -               | -               |                    | -                  | -                  |             | -           | -           | 2      | 0      |
| 2011-2012                  | Recreativo Huelva          | SD                         | 14         | 0          | CR              | 1               | 0               |                    | -                  | -                  |             | -           | -           | 15     | 0      |
| 2012-2013                  | Recreativo Huelva          | SD                         | 9          | 1          | CR              | 1               | 0               |                    | -                  | -                  |             | -           | -           | 10     | 1      |
| Totale Recreativo Huelva   | Totale Recreativo Huelva   | Totale Recreativo Huelva   | 25         | 1          |                 | 2               | 0               |                    | -                  | -                  |             | -           | -           | 27     | 1      |
| 2013-2014                  | Racing Santander           | SDB                        | 36         | 4          | CR              | 8               | 0               |                    | -                  | -                  |             | -           | -           | 44     | 4      |
| 2014-2015                  | Racing Santander           | SD                         | 27         | 3          | CR              | 0               | 0               |                    | -                  | -                  |             | -           | -           | 27     | 3      |
| 2015-2016                  | Racing Santander           | SDB                        | 30         | 3          | CR              | 0               | 0               |                    | -                  | -                  |             | -           | -           | 30     | 3      |
| 2016-2017                  | Racing Santander           | SDB                        | 17         | 2          | CR              | 1               | 0               |                    | -                  | -                  |             | -           | -           | 18     | 2      |
| 2017-2018                  | Racing Santander           | SDB                        | 28         | 4          | CR              | 0               | 0               |                    | -                  | -                  |             | -           | -           | 28     | 4      |
| Totale Racing Santander    | Totale Racing Santander    | Totale Racing Santander    | 138        | 17         |                 | 9               | 0               |                    | -                  | -                  |             | -           | -           | 147    | 17     |
| 2018-2019                  | Extremadura UD             | SD                         | 31         | 1          | CR              | 1               | 0               |                    | -                  | -                  |             | -           | -           | 32     | 1      |
| 2019-2020                  | Extremadura UD             | SD                         | 40         | 0          | CR              | 0               | 0               |                    | -                  | -                  |             | -           | -           | 40     | 0      |
| Totale Extremadura UD      | Totale Extremadura UD      | Totale Extremadura UD      | 71         | 1          |                 | 1               | 0               |                    | -                  | -                  |             | -           | -           | 72     | 1      |
| 2020-2021                  | Deportivo La Coruña        | SDB                        | 23         | 1          | CR              | 1               | 0               |                    | -                  | -                  |             | -           | -           | 24     | 1      |
| 2021-2022                  | Deportivo La Coruña        | PDR                        | 11         | 1          | CR              | 2               | 0               |                    | -                  | -                  |             | -           | -           | 13     | 1      |
| Totale Deportivo La Coruña | Totale Deportivo La Coruña | Totale Deportivo La Coruña | 34         | 2          |                 | 3               | 0               |                    | -                  | -                  |             | -           | -           | 37     | 2      |
| Totale carriera            | Totale carriera            | Totale carriera            | 300        | 24         |                 | 15              | 0               |                    | -                  | -                  |             | -           | -           | 315    | 24     |

## Palmarès

### Club

#### Competizioni nazionali
- Primera Federación: 1

Castellón: 2023-2024 (Gruppo 2)